# تالاتا-آنگاوو
تالاتا-آنگاوو (به لاتین: Talata-Angavo) یک منطقهٔ مسکونی در ماداگاسکار است که در آنالامانگا واقع شده‌است. تالاتا-آنگاوو ۹٬۲۴۰ نفر جمعیت دارد و ۱٬۱۲۴ متر بالاتر از سطح دریا واقع شده‌است.